# San Ferreol
San Ferreol, oficialmente y en catalán Sant Ferriol es un municipio español de la provincia de Gerona, Cataluña, situado en la comarca de La Garrocha.
Sus pequeños núcleos de población se encuentran esparcidos por los valles de los ríos Fluviá y Ser, la riera de Junyell, y de las montañas de las sierras del Torn y la sierra del Mor. Es el Santuario de San Ferreol el que ha dado nombre al municipio.

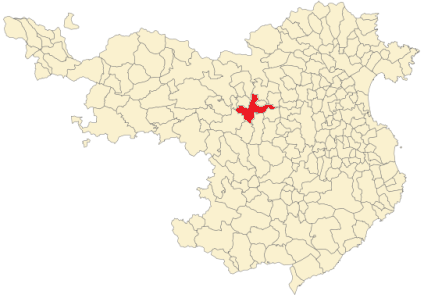
Situación de San Ferreol en la provincia de Gerona.

## Entidades de población
- San Ferriol
- Ausiñá[3]
- Fares
- Juiñá
- La Miana
- Almor
- El Torn

## Geografía física
Integrado en la comarca de La Garrocha, el monasterio que le da nombre se sitúa a 41 kilómetros de la capital provincial. El término municipal está atravesado por la autovía Pirenaica (A-26) y por la carretera autonómica C-66. 
El relieve del municipio es bastante irregular, definido por torrentes, sierras abruptas y algunos sectores de los valles del río Ser y del río Fluviá. Ambos ríos se unen en el extremo oriental del municipio. La altitud oscila entre los 626 metros al oeste, en la sierra de Palomers, y los 120 metros a orillas del Fluviá. La capital municipal, Juiñá, se sitúa a 361 metros sobre el nivel del mar. 
| Noroeste: Argelaguer                    | Norte: Argelaguer, Sales de Llierca, Beuda y Besalú | Nordeste: Mayá de Moncal      |
| Oeste: San Jaime de Llierca y Santa Pau |                                                     | Este: Mayá de Moncal y Seriñá |
| Suroeste: Santa Pau                     | Sur: Mieras y San Miguel de Campmajor               | Sureste: Seriñá               |

## Demografía
San Ferreol cuenta con una población de 233 habitantes (INE 2024).
| Gráfica de evolución demográfica de San Ferreol entre 1842 y 2021 |
| |
| Población de derecho según los censos de población del INE Población de hecho según los censos de población del INEEn estos censos se denominaba Parroquia de Besalú: 1842, 1857, 1860, 1877, 1887, 1897, 1900, 1910 y 1920 En estos censos se denominaba San Ferreol: 1930, 1940, 1950, 1960, 1970 y 1981 Entre el censo de 1857 y el anterior, crece el término del municipio porque incorpora a Almor, Ausiñá, Farás, Juiña, La Miana y El Torn |

## Patrimonio
- Santuario de San Ferriol. Gótico tardío del siglo XVII, aunque documentado desde el año 1495.
- Santuario Nuestra Señora de Colell del siglo XVII.
- Iglesia de San Fructuoso. Románica del siglo XII.
- Iglesia de San Miguel de La Miana. Románica.
- Iglesia de San Silvestre.